# Byczyna
Byczyna è un comune urbano-rurale polacco del distretto di Kluczbork, nel voivodato di Opole.
Ricopre una superficie di 182,89 km² e nel 2004 contava 9 926 abitanti.